# 伊万·波利亚科夫
伊万·叶夫捷耶维奇·波利亚科夫，（俄语： Ива́н Евте́евич Поляко́в，1914年11月25日—2004年2月8日），苏联党和国家领导人。曾任戈梅利州长；白共戈梅利州、明斯克州委第一书记；白俄罗斯苏维埃社会主义共和国最高苏维埃主席团主席；苏联最高苏维埃主席团副主席等职务。

## 生平
- 1914年11月25日出生于戈梅利的一个工人家庭。1931年毕业于戈梅利市工厂学徒学校。
- 1931年-1935年，戈梅利机车修理厂电焊工。
- 1936年-1938年，苏联红军服役。
- 1939年-1941年，共青团戈梅利脂肪厂团委书记。1940年加入联共（布）。
- 1941年-1944年，共青团戈梅利州新比利茨基区委员第一书记。期间，1942年-1943年，共青团戈梅利州地下委员会书记。1943年8月-11月，第1戈梅利游击队政委。
- 1944年-1945年，共青团戈梅利州委员第一书记。
- 1945年-1946年，共青团明斯克州委第一书记。
- 1946年-1949年，联共（布）中央高级党校学习。
- 1949年-1953年，白共（布）维捷布斯克市委第二、第一书记。
- 1953年-1956年9月，白共戈梅利州列奇察区委第一书记。
- 1956年9月-1957年12月，戈梅利州长。
- 1957年12月-1963年1月，白共戈梅利州委第一书记。
- 1963年1月-1964年12月，白共戈梅利州农业区委第一书记。
- 1964年12月-1977年3月，白共明斯克州委第一书记。
- 1977年3月-1985年11月，白俄罗斯苏维埃社会主义共和国最高苏维埃主席团主席兼苏联最高苏维埃主席团副主席。
- 1985年11月起退休，享受明斯克市工会养老金待遇。
- 2004年2月8日于明斯克逝世，享年89岁。葬于明斯克东部公墓。

波利亚科夫是苏共21-26大代表；第22届中央候补委员，第23-26届中央委员；第5届苏联最高苏维埃民族院代表，第6-11届苏联最高苏维埃联盟院代表。

## 荣誉
- 社会主义劳动英雄称号（1973）
- 四次列宁勋章（1958,1964,1971,1973）
- 十月革命勋章（1976）
- 两次红旗勋章（1944,1948）
- 一级卫国战争勋章（1985）
- 劳动红旗勋章（1982）
- 劳动英勇奖章（1959）
- 一级卫国战争游击队员奖章（1943）
- 二级卫国战争游击队员奖章（1946）[2]